# Publio Clelio Sículo
Publio Clelio Sículo (en latín Publius Cloelius Siculus) uno de los tribunos consulares del año 378 a. C..
Sículo era el nombre de una familia patricia de alto rango mencionada en la historia temprana de la República Romana.
Los Tribuni militum consulari potestate, o "Tribunos Militares con poderes consulares" fueron elegidos por primera vez durante el conflicto que surgió durante el consulado de Marco Genucio Augurino y Cayo Curcio Filón (444 aC). 
Según los relatos de Tito Livio y Dionisio de Halicarnaso, la magistratura de la Tribuni militum consulari potestate fue creada durante el conflicto de las clases, junto con la magistratura de la censura, a fin de dar a los plebeyos acceso a niveles superiores de gobierno, sin necesidad de reformar la magistratura del cónsul. De esta forma, los plebeyos podían ser elegidos a la magistratura de Tribuno Consular. 
La práctica de elegir tribunos consulares terminó en 366 a. C. cuando la Lex Licinia Sextia entró en vigor, permitiendo que los plebeyos fueran electos cónsules.